# NGC 5101
NGC 5101 este o galaxie lenticulară situată în constelația Hidra. A fost descoperită în 28 martie 1786 de către William Herschel. Se află la o distanță de 16,22 megaparseci de Pământ.